# Леду, Патрис
Патрис Леду (фр. Patrice Ledoux) — французский кинопродюсер.

## Биография
В 1985 году Патрис Леду был назначен генеральным директором кинокомпании Gaumont. Он занимал эту должность до марта 2004 года.
Время от времени Леду исполняет обязанности исполнительного и линейного продюсера.
В сентябре 2004 года Леду основал кинопроизводственную компанию Pulsar Productions, через которую он теперь осуществляет аудиовизуальное и совместное производство фильмов.

## Избранная фильмография
- Кармен / Carmen (1984)
- Голубая бездна / The Big Blue (1988)
- Никита / Nikita (1990)
- Атлантида / Atlantis (1992)
- Раз, два, три... замри! / 1, 2, 3, Sun (1993)
- Леон / Léon (1994)
- Пятый элемент / The Fifth Element (1997)
- Пришельцы 2: Коридоры времени / Les Couloirs du temps: Les visiteurs 2 (1998)
- Жанна д’Арк / The Messenger: The Story of Joan of Arc (1999)
- Пришельцы в Америке / Just Visiting (2001)
- Кемпинг 2 / Camping 2 (2010)
- Вкус чудес / The Sense of Wonder (2015)
- Безумные соседи / À bras ouverts (2017)

## Награды и номинации
| Год  | Награда                                    | Категория                                           | Работа        | Результат |
| ---- | ------------------------------------------ | --------------------------------------------------- | ------------- | --------- |
| 1986 | BAFTA                                      | Лучший фильм на иностранном языке                   | Кармен        | Номинация |
| 1997 | Премия Европейской киноакадемии            | Лучший фильм                                        | Пятый элемент | Номинация |
| 1998 | Online Film & Television Association Award | Лучшая научная фантастика, фэнтези или фильм ужасов | Пятый элемент | Номинация |